# Ekaterina Davîdenko
Ekaterina Evghenievna Davîdenko (în rusă Екатери́на Евге́ньевна Давыде́нко) (n. 7 martie 1989, Toliatti, regiunea Samara, RSFS Rusă, URSS) este o handbalistă din Rusia care joacă pentru echipa națională a Rusiei. Davîdenko evoluează pe postul de inter dreapta și, din sezonul 2014-2015, ea evoluează pentru campioana României, HCM Baia Mare, în Liga Națională.
În 2012, Davîdenko a participat alături de echipa țării sale la Jocurile Olimpice de la Londra.

## Palmares
- Liga Campionilor EHF: 
  - Finalistă: 2007
  - Semifinalistă: 2008

- Cupa EHF:
  -  Câștigătoare: 2012, 2014
  - Semifinalistă: 2011

- Campionatul European:
  -  Medalie de argint: 2006
  -  Medalie de bronz: 2008

- Cupa Mondială GF:
  - Câștigătoare: 2011

- Campionatul Rusiei:
  - Medalie de aur: 2008
  - Medalie de argint: 2007
  - Medalie de bronz: 2009, 2011